# Maddalena Buondelmonti
Pour les articles homonymes, voir Buondelmonti (homonymie).
Maddalena de' Buondelmonti, morte après le 11 mars 1401, est l'épouse du comte Leonardo Ier Tocco de Céphalonie et Zante. Elle est fille de Manente de' Buondelmonti et de Lapa Acciaiuoli, nièce de Niccolò Acciaiuoli  et sœur d'Esaù de' Buondelmonti.
En 1375/76, son mari, Leonardo Ier Tocco, meurt et elle est régente de son fils, Carlo Ier Tocco, au moins jusqu'en 1388. Maddalena meurt après le 11 mars 1401.

## Descendance
De son mariage avec Leonardo Ier Tocco elle a cinq enfants connus : 
- Petronilla, morte en 1410, qui épouse Niccolo dalle Carceri, duc de Naxos, mort en 1383, puis Nicolò Venier, fils du doge Antonio Venier[2].
- Giovanna et Susana ; l'une épouse Enrico di Ventimiglia, comte de Geraci, l'autre Nicola Ruffo, comte de Cantanzaro, vice-roi de Calabre, marquis de Cotrone[2].
- Carlo Ier Tocco, mort en 1429, successeur de Leonardo en tant que comte palatin, également, par la suite, despote d'Épire[2].
- Leonardo II Tocco, mort après 1414, seigneur de Zante[2], gouverneur de Corinthe, seigneur de Glaréntza et d'Angelókastro.